# Далерон-Уротеппа
Футбольний клуб «Далерон-Уротеппа» або просто «Далерон-Уротеппа» (тадж. Клуби футболи «Далерон-Уротеппа») — таджицький професіональний футбольний клуб з міста Істаравшан.

## Хронологія назв
- 2011-2012 — «Далерон».
- 2013 — «Уротеппа».
- 2013-н.в. — «Далерон-Уротеппа».

## Історія
Клуб заснований перед початком сезону 2011 року і сформований з гравців, які залишили провідну команду міста — ФК «Істаравшан». У своєму першому сезоні «Далерон» був заявлений в Согдійську зону першої ліги, де посів шосте місце. У 2012 році, беручи участь в цьому ж турнірі, клуб здобув впевнену перемогу, але через рішення регіональної влади переходити у вищу лігу тоді не став.
У 2013 році «Далерон» став другим в зональному турнірі першої ліги, пропустивши вперед худжандську «Есхата», а в фінальному турнірі посів третє місце і не отримав право на підвищення в класі. Однак у цей же час через фінансові проблеми припинив існування ФК «Істаравшан», який посів останнє місце у вищій лізі 2013 року, і «Далерону» було надане його місце в лізі. У міжсезоння 2013/14 року обговорювалося можливе об'єднання «Далерону» і «Істаравшану», але воно так і не відбулося, і «Далерон» залишився самостійним клубом.
Перед стартом у вищій лізі клуб посилив свій склад, не тільки гравцями вже неіснуючого «Істаравшану», а й іншими футболістами, в тому числі рівня збірної Таджикистану — в команду перейшли захисник Олексій Негматов, брати Далерджон і Давронджон Тухтасунови, нападник-ветеран Нумонджон Хакимов, легіонери Фарход Юлдашев і Соломон Теджена. У дебютному матчі 12 квітня 2014 року «Далерон» приймав столичний «Енергетик», команди зіграли внічию 1:1. Після першого кола клуб йшов лише на сьомому місці, але під керівництвом нового тренера Махмаджона Хабібуллоева дуже сильно провів друге коло — з 9 матчів виграв 6 і 3 звів внічию, і в результаті завоював бронзові медалі чемпіонату.
У 2015 році клуб виступив невдало, посівши дев'яте місце серед десяти команд. Перед початком сезону 2016 року відмовився від участі у Вищій лізі.

## Підтримка уболівальників
Стадіон клубу «Далерон-Уротеппа» є одним з найвідвідуваніших у країни: в сезоні 2014 року стадіон «Істаравшан-Арена» був найвідвідуванішим у Таджикистані. А в «Согдійському дербі» з «Худжандом» був зафіксований абсолютний рекорд — матч відвідало приблизно 14 тисяч уболівальників.

## Согдійське дербі
Найзаклятіші суперники уболівальників «Далерон-Уротеппи» — клуб з Худжанду ФК «Худжанд». Одна з причин цього протистояння — географічна близькість цих міст. Перше дербі відбулося, ще коли «Далерон-Уротеппа» грав у Першій лізі. Матч закінчився з рахунком 2:2. У Вищій лізі команди зустрічали в місті Худжанд, і в цьому матчі теж сили команд були рівними. Матч закінчився з рахунком 0:0. Але 1 листопада на «Істаравшан-Арені» істаравшанці здобули перемогу з рахунком 1:0. Єдиний гол в ворота «Худжанду» забив Нумонджон Хакімов.

## Досягнення
- Чемпіонат Таджикистану
  -  Бронзовий призер (1): 2014.

## Статистика виступів у національних турнірах
| Сезон | Ліга | Ліга | Ліга | Ліга | Ліга | Ліга | Ліга | Ліга | Ліга | Кубок Таджикистану | Бомбардир           | Бомбардир | Тренер                                                    |
| Сезон | Див. | Міс. | Іг.  | В    | Н    | П    | ЗМ   | ПМ   | О    | Кубок Таджикистану | Ім'я                | В лізі    | Тренер                                                    |
| ----- | ---- | ---- | ---- | ---- | ---- | ---- | ---- | ---- | ---- | ------------------ | ------------------- | --------- | --------------------------------------------------------- |
| 2014  | 1-ий | 3    | 18   | 9    | 6    | 3    | 20   | 11   | 33   |                    |                     |           | Турдієв Ахлиддін Нуруллоєв Асатулло Махмаджон Хабібуллоєв |
| 2015  | 1-ий | 9    | 18   | 3    | 3    | 12   | 16   | 36   | 12   | 1/8 фіналу         | Абдусамат Ходжибаєв | 4         | Маруф Рустамов Аліюр Ашурмамадов                          |

## Відомі тренери
- Асатулло Нуроллоєв (~2012—2013)
- Ахлиддін Турдиєв (лютий-червень 2014)[4][5]
- Асатулло Нуроллоєв (в.о., червень—липень 2014)
- Махмаджон Хабібуллоєв (серпень 2014-січень 2015)[6]
- Маруф Рустамов (лютий-липень 2015)
- Алієр Ашурмамадов (липень 2015 — березень 2016)